# Cantón de Sedán-Este
El cantón de Sedán-Este era una división administrativa francesa, que estaba situada en el departamento de Ardenas y la región de Champaña-Ardenas.

## Composición
El cantón estaba formado por diez comunas, más una fracción de la comuna que le daba su nombre:
- Balan
- Bazeilles
- Daigny
- Escombres-et-le-Chesnois
- Francheval
- La Moncelle
- Pouru-aux-Bois
- Pouru-Saint-Remy
- Rubécourt-et-Lamécourt
- Sedán (fracción)
- Villers-Cernay

## Supresión del cantón de Sedán-Este
En aplicación del Decreto nº 2014-203 de 21 de febrero de 2014, el cantón de Sedán-Este fue suprimido el 22 de marzo de 2015 y sus 11 comunas pasaron a formar parte; diez del nuevo cantón de Sedán-3 y una del nuevo cantón de Carignan.